# New Middletown (Indiana)
Pour les articles homonymes, voir New Middletown.
New Middletown est une municipalité située dans le comté de Harrison, dans l’État de l'Indiana, aux États-Unis. Lors du recensement de 2020, elle comptait 90 habitants.